# Aoplus madeirae
Aoplus madeirae är en stekelart som beskrevs av Hellen 1961. Aoplus madeirae ingår i släktet Aoplus och familjen brokparasitsteklar. Inga underarter finns listade i Catalogue of Life.